# Ipirá
Ipirá is een gemeente in de Braziliaanse deelstaat Bahia. De gemeente telt 62.197 inwoners (schatting 2009).